# 人中北斗
《人中北斗》是世嘉於2018年3月8日在PlayStation 4發售的遊戲軟體。本作為人中之龍工作室與日本青年漫畫《北斗神拳》的聯名作，並且由人中之龍系列主人公桐生一馬的配音員黑田崇矢為本作主角拳四郎配音。原本的預計發售日期為2018年2月22日，但世嘉之後決定延期到2018年3月8日發售。世嘉並聲明希望《人中北斗》以最高品質出售，所以才決定延期。

## 概要
由人中之龍工作室在2017年8月26日舉辦的「《人中之龍》新作發表会」上，宣布將在2018年推出本作，同時也宣布將會發行繁體中文版。
本作將由PS4獨占，以《北斗神拳》原作為基礎並融合人中之龍系列的系統，發展出完全原創的劇情，並且加入了原作角色以及作者原哲夫設計監修的原創角色，故事舞台則設定在與人龍系列作舞台神室町相似而有著取之不盡的水與電力的世紀末大繁華街‧奇蹟之城「伊甸」。
由於本作是在《人中之龍6 生命詩篇。》開發時就已經開始企劃，並因為開發時是在人龍引擎完成之前、所以基本系統繼承0代還有極的遊戲引擎，並且會帶有卡通化的渲染風格，戰鬥方式則加入北斗神拳特有的秘孔要素，同時除了戰鬥以外，其他部分也與人龍系列作相同，也會在遊戲中準備各式各樣的娛樂場所做為紅燈區的特色玩法。
本作中還加入有狂飆拉力賽、酒保阿拳、拳四郎診所、死亡揮棒、少爺拳四郎，以及可遊玩SEGA Mark III的《北斗神拳》等小遊戲的要素。
另外由於北斗之星工作室表示「拳四郎不會唱歌」、「不會跟尤莉亞以外的女性談情說愛」，因此本作刪除人龍系列必定會加入的卡拉OK小遊戲要素、在夜晚俱樂部中也無法以客人的身分光顧。但另一方面，本作中也加入人龍系列作一定會有的DLC。

## 故事大綱
199X年世紀末時，地球因核戰而瀕於崩壞
在這之中，有一個流傳千年至今並且一子相傳的暗殺拳法，北斗神拳，其繼承者拳四郎因為敗給了南斗聖拳的高手希恩，造成心愛的未婚妻尤莉亞被他奪走，之後拳四郎找到希恩並再次與他展開死鬥而獲勝，但卻從希恩口中得知尤莉亞的死訊而陷入徹底的絕望。
但是在某一天，他卻聽到了尤莉亞仍活在奇蹟之城「伊甸」的傳聞，並成為他繼續活下去的唯一希望，就在經歷漂泊後，拳四郎終於抵達了這個人稱奇蹟之城的「伊甸」，但他造訪的這座城市，卻是個緊閉城門、拒絕外人進入的城市，於是拳四郎不僅要想盡辦法進入這座城市以外，同時也必須在城市中找出仍然可能繼續活著的尤莉亞......。
在這座以充滿謎團的城市為舞台追尋著「愛」，並逐漸被名為宿命之命運激流捲入的男子，拳四郎，另一段救世主傳說即將因此揭開序幕。

## 登場人物

### 原作
拳四郎（Kenshiro）　聲優： 日：黑田崇矢、美：羅比 戴蒙 (Robbie Daymond)
為流傳千年並且一子相傳的暗殺拳‧北斗神拳的繼承人。曾經敗於南斗孤鷲拳的高手‧希恩，並且被他在胸口留下了宛如北斗七星的 “七道傷疤”，甚至連未婚妻尤莉亞也都被他擄走，之後雖然擊敗希恩，卻從他的口中得知尤莉亞的死訊而因此陷入絕望深淵。
但某日因為聽到了尤莉亞仍然活著並且人在奇蹟之城「伊甸」的傳聞，因此決意要潛入伊甸城中，找出尤莉亞。
經過重重波折以後並且戰勝達魯迦以後，為了阻止核彈發射，因此與甦醒過來的尤莉亞一起決心赴死之前，卻因納達伊的犧牲而存活下來。在全部的事件結束以後，開著吉普車與尤莉亞一起踏上旅程。
黑田崇矢以人中之龍系列聲優角色對比： 桐生一馬
尤莉亞（Yuria）　聲優： 日：久川綾、美：莎菈 安 威廉斯 (Sarah Anne Williams)
拳四郎的未婚妻，原本要與拳四郎一起在某處共同生活，卻被希恩看上，並在他擊敗拳四郎後而被強行擄走。之後雖然被希恩說她已經親手結束自己的生命，但也傳出她仍然活著並且人在伊甸城的傳聞。
久川綾以人中之龍系列聲優角色對比：狹山薰
希恩（港譯：瞬）（Shin）　聲優： 日：中谷一博、美：Greg Chun
使用南斗孤鷲拳的高手。曾擊敗拳四郎並且強行擄走了拳四郎的未婚妻尤莉亞，還在拳四郎的胸口上留下七道傷疤。之後與拳四郎再次見面對決，最後被他使用北斗十字斬的必殺技所敗。敗戰後同時向拳四郎告知尤莉亞已死的消息，並因此身亡。
中谷一博以人中之龍系列聲優角色對比：錦山彰、春日一番
托席（港譯：多奇）（Toki）　聲： 日：咲野俊介、美：Kirk Thornton
北斗四兄弟的二哥，與拳四郎為同門師兄弟。是一位在心技體各方面都十分卓越的高手，但在世紀末爆發核戰時，為了保護拳四郎與尤莉亞等人而自願犧牲自己，讓自己暴露在充滿核輻射的「死之灰」中並因此罹患不治之症，從此放棄成為北斗神拳繼承人。並且將試著北斗神拳用於醫療方面，但其實力與拳四郎相比仍然不相上下。
因為其實力為拉歐所恐懼，而被他關在坎薩圖拉監獄，之後被拳四郎救出，但為了避免拉歐因此攻擊伊甸市而決定留下來，並且會傳授拳四郎關於北斗神拳的極意。
咲野俊介以人中之龍系列聲優角色對比：柏木修
雷伊（港譯：利恩）（Rei）　聲： 日：森川智之、美：Chris Hackney
使用南斗聖拳百八派系之中的南斗水鳥拳高手。由於妹妹艾伊麗被胸口帶有七道傷口的男子擄走，而因此到處尋找那名男人以及妹妹的下落。之後在聽到一個了來源相當可靠的某個情報後而因此來到伊甸，並誤解拳四郎是擄走妹妹的犯人而與他在鬥技場進行決鬥，兩人的決鬥最後被南斗五車星阻止，並由五車星將他的妹妹艾伊利交還給她而再次重逢，雷伊也因此決定要一邊尋找真兇一邊幫助拳四郎。
故事後半段，與拳四郎一起找出真兇傑基，但卻被他挾持艾伊麗作為人質而一起被抓走，並且因此變成傑基用來威脅拳四郎的人質，但在拳四郎擊敗傑基時，被納達伊救出而脫困，並且親自手刃傑基而復仇成功，最後與拳四郎約定會再次相見以後，就帶著艾伊麗離開伊甸市。
森川智之以人中之龍系列聲優角色對比：品田辰雄
艾伊莉（Airi）　聲： 日：白石涼子、美：Carrie Keranen
雷伊的妹妹。在結婚典禮前夕，不幸被胸口留著七道傷口的男子抓走，並因此遭到痛苦的折磨，在大受打擊之下而因此封閉了自己的視力。
之後被南斗五車星救出並且交還給雷伊，視力也在拳四郎的幫助下而回復，最後在哥哥成功替她復仇以後，與雷伊一起離開伊甸市。
白石涼子以人中之龍系列聲優角色對比：真田舞
拉歐（港譯：雷奧）（Raoh）　聲： 日：岩崎征實、美：派區克 契司 (Patrick Seitz)
北斗四兄弟的大哥，與拳四郎為同門師兄弟。自稱為世紀末霸者「拳王」，為了自己的霸道而使用北斗神拳，企圖以暴力統一這個亂世。
為了從尤莉亞口中得知南斗的奧義而前去拜訪她，卻因此意外碰上跳樓而身受重傷的尤莉亞，於是他將尤莉亞帶到伊甸市，並且指示納達伊要將尤莉亞放在天球城的奇蹟之間的膠囊艙中，以治好尤莉亞的傷勢。但後來發現伊甸市的秘密以後，為了避免核彈發射而決定要殺掉尤莉亞，但被拳四郎阻止而遭到他擊敗。
岩崎征實以人中之龍系列聲優角色對比：鄉田龍司
李白（Rihaku）　聲： 日：山路和弘、美：Kyle Hebert
伊甸城的醫生，也是伊甸城中少數的醫生之一。對於拳法以及伊甸城外的事情相當了解，有著讓人無法認為他單純只是個醫生的博學。
山路和弘以人中之龍系列聲優角色對比：伊達真
杰基（港譯：積奇）（Jagi）　聲： 日：宇垣秀成、美：愛德華 波斯克 (Edward Bosco)
北斗四兄弟的三哥，與拳四郎為同門師兄弟。不滿拳四郎被選為北斗神拳繼承者憤而離開。帶著詭異的頭盔，胸口留有與拳四郎一樣的七道傷口，被瘋狂纏身的他已經無法令人預測他的行動。
因為不服拳四郎被選為繼承人的事情而要去殺了他，卻反而被拳四郎擊敗並因此毀容，於是以後就冒充是拳四郎而到處作惡，並且還殺害雷伊的家人而擄走他的妹妹艾伊麗。
為了要向拳四郎復仇，與達魯迦合作而秘密潛入伊甸市，並且抓走雷伊和艾伊麗作為人質來威脅拳四郎，但在納達伊救出雷伊他們，以及被拳四郎逼到絕境之下，遭到達魯迦捨棄，最後被雷伊親手殺死。
宇垣秀成以人中之龍系列聲優角色對比：真島吾朗
沙烏薩（Souther (或稱Thouzer)）　聲： 日：東地宏樹、美：Greg Chun
自稱「聖帝」，企圖稱霸亂世的其中一人。身為一子相傳的南斗鳳凰拳繼承人，為南斗聖拳中最強的男人。不但有著強烈的自尊心而看不起包含北斗神拳在內的所有高手，也有著高強的實力，但他的身上似乎有個巨大的秘密。
率領軍隊侵略伊甸市，但與拳四郎決鬥的過程中，被拳四郎看穿他身上的秘孔是左右相反的秘密而遭到他擊敗，因此他在認為已經沒有繼續戰鬥下去的必要的情況下，而因此從伊甸市撤退。
東地宏樹以人中之龍系列聲優角色對比：森永悠
威格爾（Uighur）　聲： 日：楠見尚己、美：Paul St. Peter
坎薩圖拉監獄的典獄長，並統治號稱只要被抓進去就無法出來而宛如要塞一般的監獄・坎薩圖拉。「不落的坎薩圖拉」的伝説，正是由這個男人以他壓倒性的實力創造出來的。
在拳四郎為了救出托席而來到坎薩圖拉監獄時，與他進行決鬥，最後不敵拳四郎，被他擊敗而死。
楠見尚己以人中之龍系列聲優角色對比：嶋野太
惡魔的化身-戴比魯里巴斯（Devil Rebirth）
關在伊甸城最下層的巨人囚犯，體型巨大，是一名羅漢仁王拳的高手。
在沙烏薩襲擊事件過後，也用他的體型和力量幫助城市的重建和復興。
琳兒（港譯：玲）（Lin）　聲： 日：釘宮理惠、美：Xanthe Huynh
一直跟著拳四郎的少女。過去因為失去雙親大受打擊而不能言語，但在拳四郎幫她按下秘孔後而回復，讓她因此對拳四郎產生仰慕之心而決定一路跟隨他。
釘宮理惠以人中之龍系列聲優角色對比：澤村遙
帕德（港譯：巴度）（Bat）　聲： 日：宮坂俊藏、美：布萊恩 畢卡克 (Brian Beacock)
一直跟著拳四郎的少年。原本是小毛賊，並且在「琳兒之村」的監獄中與昏倒被抓的拳四郎相遇，還親自看見拳四郎的驚人拳法，於是就以「跟著你的話就不會餓肚子了」為由，無理地跟著他一起同行。
在希恩之戰以後與決定一個人流浪的拳四郎失散，並在歷經被人口販子捕抓，然後又被凶王軍襲擊等曲折離奇的經過後而來到伊甸，並在偶然間與拳四郎再次相遇。以後為了讓拳四郎能住在這條街上而擔任他的支援角色。
精通吉普車的知識，似乎只要有零件就能組裝出一台車子出來。
宮坂俊藏以人中之龍系列聲優角色對比：太一
麻米亞（Mamiya）　聲：川庄美雪
於支線劇情登場的女戰士
川庄美雪以人中之龍系列聲優角色對比：浮世

### 原創
奇莎娜（Xsana）　聲： 日：澤城美雪、美：Allegra Clark
奇蹟之城伊甸的創始人之女，為了成為像父親納達伊一樣出色的統治者，所以會親自傾聽民眾的聲音，並且依據民眾的意見制訂並實行各式各樣的好政策，也因此讓人們尊稱她為 “聖女”。
澤城美雪以人中之龍系列聲優角色對比：館山實/牧村實/筱喬
賈古雷（Jagre）　聲： 日：三宅健太、美：Imari Williams
伊甸城衛兵隊隊長。最初因為見識到使用北斗神拳的拳四郎其壓倒性的強大力量，所以認為他是個窮凶惡極之徒而將拳四郎關進伊甸城的地下牢房，但隨著一些事件過後，逐漸了解拳四郎的為人並因此對他敞開心房。
三宅健太以人中之龍系列聲優角色對比：雄哉
萊拉（Lyra）　聲： 日：久川綾、美：蘿倫 蘭達 (Lauren Landa)
負責經營夜總會、鬥技場競技及賭博並掌控伊甸城夜世界生意的妖豔女性。雖然個性好強，卻有著精明且冷靜的判斷力，在城中的女性中也相當有人望，就連伊甸城統治者琪薩娜也完全信任她。
久川綾以人中之龍系列聲優角色對比：狹山薰
納達伊/凶王 （Nadai / Kyo-Oh）　聲： 日：小原雅人、美：Christopher Bevins
伊甸城的創始人，也是發現這個球體城市的人。擁有建造城壁、組織衛兵隊，以及在他任內讓伊甸城大幅發展等功績，但他本人卻在数年前突然死亡。
是這個世紀末中擁有龐大勢力的男人之一。不知為何對於伊甸城異常執著，還不斷派人襲擊該城。
然而，故事內容中納達伊並非確認死亡，於是他隱藏了他自己並將以使用神秘拳法的男子為“凶王”的身分。靠著個人的力量不斷吸收各路人馬，並將他們組織為 “凶王軍”。
小原雅人以人中之龍系列聲優角色對比：須藤純一
達魯迦（Targa）　聲： 日：中村悠一、美：米克 溫格特
凶王軍中的第二號人物，實力僅次於凶王。雖然言行輕浮，但實際上卻是位個性冷酷殘忍的人。善於使用著在世紀末中相當珍貴稀少的手槍以及散彈槍戰鬥，也會其他格鬥家所難以匹敵的格鬥術。
中村悠一以人中之龍系列聲優角色對比：韓俊基、金龍洙

### 其他
旁白：山寺宏一
山寺宏一以人中之龍系列聲優角色對比：秋山駿
古牧(古牧宗太郎)
古牧流古武術繼承人，因聽聞北斗神拳相關事蹟而來到伊甸城，並向拳四郎下戰帖
亜門(亜門丈)
達成特定條件登場的歷代隱藏頭目，由於聽聞北斗神拳是一子相傳的最強暗殺術，所以賭上亞門一族的驕傲而向拳四郎提出挑戰，最後被拳四郎擊敗，但只留下他的墨鏡而生死不明。

## 遊戲系統
戰鬥系統與人中之龍相似而講求動作性，冒險的場景中也充分反映出濃厚的人中之龍世界觀。

### 戰鬥
秘孔動作
將人中之龍系列作的「熱血動作」加以改編的系統。只要戳中敵人的秘孔就能夠發動奧義，並且使出各式各樣的北斗神拳招式，並給予敵人巨大的傷害。另外抓準時機戳中秘孔，就能發動「準確秘孔」而直接造成巨大傷害，成功時還能讓敵人發出慘叫（像是「あべし」、「ひでぶ」或「たわば」等叫聲）並因此浮現出文字而能夠作為武器攻擊，還能變化成回復氣條或血量的補給品。
爆發狀態
當像是北斗七星造型的七星量表儲存到最大值時，就能發動爆發狀態，在爆發狀態中能夠短暫提升能力，還能夠使用跳躍來閃避攻擊或因此從天而降發出鬥氣進行大範圍攻擊。七星量表除了打倒敵人來累積以外，使用奧義或準確秘孔也能更有效率地累積。
宿星護符
是讓拳四郎能夠使用代表各項角色能力道具的系統。會因為不同角色而有不同的能力和發動時機，也有能在戰鬥以外發揮能力的護符。

### 冒險
狂飆拉力賽
改造越野車並用來探索荒野，取得珍貴的素材或參加賽車賺取獎金。
酒保阿拳
拳四郎成為酒保，並且依據不同客人而調製出各式各樣的調酒給客人喝。
死亡揮棒
利用鐵條將騎著機車前來騷擾的惡徒們擊飛出去。
拳四郎診所
拳四郎成為醫師，並透過點擊秘孔的方式，治療拜訪診所的患者，並一併打倒鬧事的惡徒。
少爺拳四郎
拳四郎擔任夜晚俱樂部的少爺，協助酒店小姐並且打倒鬧事的惡徒。
生意人拳四郎
幫忙在伊甸某店內工作的琳兒，張羅她委託的商品並且幫忙她做生意。
迷你遊戲
能夠在荒野中發現遊戲機，其中還包括當年世嘉MarkIII版的北斗神拳。

## 舞台
伊甸(エデン, Eden)
一座充滿水和電力而蒙受舊文明恩惠的城市。該城市使用叫做理想幣的錢幣進行交易。創立者納達伊為了避免被惡人襲擊而建築高牆防禦，要進入該城市必須持有通行證。
街道共有市集大街，賭場大街，廢料街，教堂，夜店俱樂部，鬥技場等設施，白天和晚上各有不同的面貌。
天球城(スフィア・シティ, Sphere City)
被納達伊發現，可說是給予伊甸城一切恩惠的巨蛋型的巨大建築物。其中的秘密是最大的禁忌。真面目則是舊文明的軍事施設，裡面有座被稱為「奇蹟之室」的場所並且藏有核彈的發射裝置，在那裏有一個可以治療各種傷勢的膠囊艙，但只要有人在裡面沉睡就會因此累積發射時所需要的能量，當裡面的人覺醒時就會啟動發射裝置而發射核彈。另外旁邊有一個紅色按鈕的開關，只要按下啟動防衛系統而關閉屋頂，雖然可以因此阻止核彈發射出去而破壞外部世界，但在裡面的人卻會因此無法獲救。
狂化村(鬼憑き村, Cursed Village)
位於一座能夠俯視天球市的山附近的村落。村中被大霧包圍，並且淪為一座被稱作狂化人的居民居住的巢穴。
至於狂化人的真面目則是一群遭到凶王的冥斗鬼影拳的攻擊，因此精神遭到破壞的人類。

## 樂曲
- 主題曲：《把愛取回來（愛をとりもどせ!!）》作詞：中村公晴、作曲：山下三智夫、編曲：山下三智夫、飛沢宏元、歌：Crystal King（クリスタルキング）

- 片尾曲：Pete Klassen「Receive You 〜North Star〜」

## 外部連結
- 官方网站